# Пармон, Валентин Николаевич
Валенти́н Никола́евич Пармо́н (род. 18 апреля 1948, Бранденбург-на-Хафеле) — советский и российский учёный. Специалист в области катализа и фотокатализа, химической кинетики в конденсированных фазах, химической радиоспектроскопии, химических методов преобразования энергии, нетрадиционных и возобновляемых источников энергии. Доктор химических наук, профессор, академик РАН (1997). Лауреат Государственной премии России (2009). Иностранный член НАН Беларуси (2021).

## Биография
В 1972 году окончил факультет молекулярной и химической физики МФТИ, затем до 1975 аспирант, защитил кандидатску диссертацию «Исследование механизма электронных обменных взаимодействий в растворах методом ЭПР».
С 1975 по 1977 работал в должности младшего научного сотрудника в московском Институте химической физики АН СССР.
С 1977 года — специалист в Сибирском отделении АН СССР, до 1984 старший научный сотрудник лаборатории механизмов каталитических реакций, с 1984 по 1985 руководил неструктурной лабораторией каталитических методов преобразования солнечной энергии. Защитил докторскую диссертацию «Разработка физико-химических основ преобразования солнечной энергии путем разложения воды в молекулярных фотокаталитических системах» (1984, диплом ХМ № 001161).
В 1985 году назначается заместителем директора по научной работе Института катализа и одновременно — зам. генерального директора МНТК «Катализатор». Профессор (1989, диплом ПР № 017070). 7 декабря 1991 года избран членом-корреспондентом по Секции химических и медико-биологических наук (химия и химическая технология), а с 29 мая 1997 года — действительный член Российской академии наук по Отделению общей и технической химии.
В 1995 — директор Института катализа, в 1996 — генеральный директор МНТК «Катализатор». С 1997 — генеральный директор Объединённого института катализа СО РАН, председатель диссертационного совета Института катализа СО РАН по присуждению учёной степени доктора наук. Председатель Научного совета по катализу РАН, руководитель подпрограммы «Катализ и каталитические технологии новых поколений» Миннауки России и Научного совета этой подпрограммы; исполнительный директор подпрограммы «Химические технологии и катализ» Президентской программы «Национальная технологическая база»; член ряда научных и экспертных советов РАН, ВАК и МинНауки России.
Преподаёт в Новосибирском государственном университете, является профессором кафедры физической химии факультета естественных наук и членом Учёного совета НГУ. Член Президиума Российского химического общества имени Д. И. Менделеева.
С 2010 года — член Консультативного научного Совета Фонда «Сколково».
28 сентября 2017 года избран председателем Сибирского отделения РАН, вице-президентом РАН. До 29 мая 2018 года - член Межакадемического совета по проблемам развития Союзного государства.
LXXV Менделеевский чтец (30 мая 2019 г.).

## Научные достижения
В. Пармон является специалистом в области катализа и фотокатализа, химической кинетики в конденсированных фазах, химической радиоспектроскопии, химических методов преобразования энергии, нетрадиционных и возобновляемых источников энергии, а также термодинамики неравновесных процессов. Автор и соавтор более 800 научных работ, 7 монографий, 7 учебников для вузов, обладатель более 100 авторских свидетельств и патентов.
В. Пармоном впервые выведено ставшее классическим уравнение кинетики туннельных реакций в твёрдой фазе с равномерным пространственным распределением реагентов, широко используемое специалистами, исследующими природный фотосинтез.
В области фотокатализа и применения катализа для решения энергетических проблем В. Пармоном разработаны научные основы фотокаталитических методов преобразования солнечной энергии в химическую (разложения воды на водород и кислород в искусственных системах).
В. Пармоном создано новое научное направление — радиационно-термический катализ. Под его руководством сконструированы и испытаны солнечные каталитические реакторы, в которых эффективность преобразования солнечной энергии достигает 43 % при полезной мощности 2 кВт.
Среди научных достижений В. Пармона — принципиально новый подход к прямому преобразованию ионизирующего излучения в энергию химических топлив. В результате предложен и испытан принципиально новый энергозапасающий и энергопреобразующий процесс «ИКАР», перспективный для решения многих проблем ядерной и термоядерной энергетики будущего. Впервые созданы и испытаны катализаторы на основе оксидов урана, комбинирующие функции ядерного топлива и катализатора для аккумуляции химической энергии.
В. Пармоном разработаны и испытаны новые уникальные композиционные материалы для обратимого аккумулирования низкопотенциального тепла.
В. Пармон руководит рядом важных инновационных направлений по разработке каталитических технологий для глубокой переработки ископаемого углеводородного сырья и структурной перестройки сырьевой базы химической промышленности и энергетики.
Под научным руководством В. Пармона в 2003—2006 годах разработаны и промышленно внедрёны катализаторы нового поколения для производства моторных топлив.
Под руководством В. Пармона разработана и прошла опытно-промышленную апробацию первая отечественная технология переработки попутных нефтяных газов в смесь жидких ароматических углеводородов, позволяющая решать проблему утилизации попутных нефтяных газов.
Кроме того, в 2000—2010 годах под его руководством разработаны и переданы для крупномасштабного использования в российской промышленности новые поколения разнообразных катализаторов, в том числе для получения азотной кислоты (ежегодный эффект — экономия 200 кг платины), получения сверхпрочного полимера СВМПЭ, а также для гидрирования технических и пищевых жиров с экономическим эффектом (за счёт удешевления и возможности расширения производства) более 500 миллионов рублей. С 2009 года успешно эксплуатируется первая полногабаритная коммунальная котельная с использованием каталитического сжигания топлив, давшая двукратную экономию угля, для обеспечения теплом посёлка Артышта в Кемеровской области.
Возглавляемый В. Пармоном Институт катализа имени Г. К. Борескова СО РАН является одним из лидеров по масштабам инновационной деятельности в России в области химической промышленности и природоохранных технологий. В кооперации с европейскими партнёрами также ведутся успешные работы по новым перспективным направлениям энергетики и транспорта (получение высококачественных топлив из возобновляемого растительного сырья, создание компактных генераторов водорода и др.).

## Редакторская деятельность
- Главный редактор журнала «Химия в России»
- Российский региональный редактор международного журнала «Reaction Kinetics and Catalysis Letters»
- Член редколлегий «Российского химического журнала», «Журнала физической химии» (РАН), журнала «Кинетика и катализ» (РАН), а также международных журналов «Химия в интересах устойчивого развития» (СО РАН); «Catalysis Reviews», «Catalysis Today», «Cattech», «Industrial Catalysis News», «Catalysis Letters», «Topics in Catalysis».
- Титулярный член Международного союза чистой и прикладной химии (IUPAC).
- Российский национальный представитель в Европейской федерации каталитических обществ (EFCATS).

## Награды

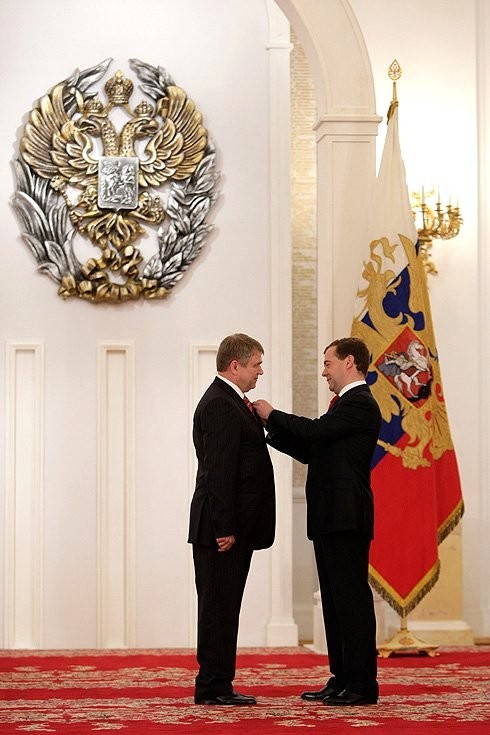
Торжественное вручение Государственной премии Президентом РФ Дмитрием Медведевым

- Орден «За заслуги перед Отечеством» IV степени (15 мая 2007 года) — за большой вклад в становление и развитие академической науки в Сибири[5]
- Орден Александра Невского (12 апреля 2024 года) — за большой вклад в развитие отечественной науки и многолетнюю добросовестную работу[6]
- Орден Почёта (4 июня 1999 года) — за большой вклад в развитие отечественной науки, подготовку высококвалифицированных кадров и в связи с 275-летием Российской академии наук[7]
- Медаль Франциска Скорины (2009, Республика Беларусь) — за значительный личный вклад в расширение научно-технического сотрудничества между Республикой Беларусь и Российской Федерацией, подготовку научных кадров[8]
- Медаль Николая Масалова (2023, Кемеровская область)[9]
- Лауреат премии за инновации в катализе Европейской федерации каталитических обществ EFCATS (2005)
- Лауреат Государственной премии России  в области науки и технологий 2009 года (6 июня 2010 года) — за крупный вклад в развитие теории и практики каталитических методов глубокой переработки углеводородного сырья и использования возобновляемых ресурсов[10]
- Звание «Почётный гражданин Новосибирской области» (26 сентября 2012 года) — за выдающиеся заслуги в социально-экономическом развитии Новосибирской области, в деле защиты прав и свобод граждан, укрепления мира и согласия в обществе, повышения авторитета Новосибирской области в Российской Федерации и за рубежом[11]
- Лауреат премии «Глобальная энергия» (2016) — за прорывную разработку новых катализаторов в области нефтепереработки и возобновляемых источников энергии, внёсших принципиальный вклад в развитие энергетики будущего[12].

## Научные труды
- В. Н. Пармон, А. И. Кокорин, Г. М. Жидомиров. Стабильные бирадикалы. Новосибирск: Наука, 1980.
- В. Н. Пармон, А. И. Кокорин, А. А. Шубин. Атлас анизотропных спектров ЭПР азотокислотных бирадикалов. М.:Наука, 1983.
- В. Н. Пармон и др. Фотокаталитическое преобразование солнечной энергии. Ч.2. Молекулярные системы для разложения воды. Новосибирск: Наука, 1985.
- V.N.Parmon et al. Chemistry for the Energy Future. Blackwell:Oxford, 1999.